# Pastor-dos-pirenéus-de-pelo-comprido
Pastor-dos-pirenéus-de-pelo-comprido[a][b] (em francês:  Berger des Pyrénées à poil long) é uma raça canina europeia proveniente da França.
Estes caninos diferem de seu parente mais próximo, o pastor-dos-pirenéus-de-pelo-curto, por terem o corpo um pouco maior e a pelagem longa na face. É um canino resistente, que suporta satisfatoriamente as mudanças climáticas. É um animal descrito como de personalidade corajosa, inteligente, afetiva e amorosa. Seus exemplares são usados para o pastoreio, a guarda e também como animais de companhia. Fisicamente podem atingir os 56 cm e pesarem até 15 kg. Entre as principais características físicas deste pastor está o fato de ser um dos mais leves para a função de pastoreio.